# Колумбия (округ, Висконсин)
Округ Колумбия (англ. Columbia County) располагается в штате Висконсин, США. Официально образован в 1854 году. По состоянию на 2010 год, численность населения составляла 56 833 человека.

## География
По данным Бюро переписи США, общая площадь округа равняется 2061,642 км2, из которых 1983,942 км2 суша и 77,700 км2 (приблизительно 3.77 % от всей территории округа) это водоемы.

## Население
По данным переписи населения 2000 года в округе проживает 52 468 жителей в составе 20 439 домашних хозяйств и 14 164 семей. Плотность населения составляет 26,00 человек на км2. На территории округа насчитывается 22 685 жилых строений, при плотности застройки около 11,00-ти строений на км2. Расовый состав населения: белые — 97,18 %, афроамериканцы — 0,88 %, коренные американцы (индейцы) — 0,35 %, азиаты — 0,33 %, гавайцы — 0,02 %, представители других рас — 0,44 %, представители двух или более рас — 0,79 %. Испаноязычные составляли 1,58 % населения независимо от расы.
В составе 32,20 % из общего числа домашних хозяйств проживают дети в возрасте до 18 лет, 58,10 % домашних хозяйств представляют собой супружеские пары проживающие вместе, 7,40 % домашних хозяйств представляют собой одиноких женщин без супруга, 30,70 % домашних хозяйств не имеют отношения к семьям, 25,50 % домашних хозяйств состоят из одного человека, 11,00 % домашних хозяйств состоят из престарелых (65 лет и старше), проживающих в одиночестве. Средний размер домашнего хозяйства составляет 2,49 человека, и средний размер семьи 2,99 человека.
Возрастной состав округа: 25,20 % моложе 18 лет, 7,10 % от 18 до 24, 29,90 % от 25 до 44, 23,40 % от 45 до 64 и 23,40 % от 65 и старше. Средний возраст жителя округа 38 лет. На каждые 100 женщин приходится 101,60 мужчин. На каждые 100 женщин старше 18 лет приходится 100,40 мужчин.